# Давід Рая
Давід Рая (ісп. David Raya, нар. 15 вересня 1995, Барселона) — іспанський футболіст, воротар англійського Арсеналу та національної збірної Іспанії.

## Клубна кар'єра
Народився 15 вересня 1995 року в Барселоні. Починав займатися футболом на батьківшині в структурі «Корнельї», звідки 2012 року перебрався до Англії, приєднавшись до системи «Блекберн Роверз».
У дорослому футболі дебютував 2014 року виступами на правах оренди за «Саутпорт», команду п'ятого англійського дивізіону. В листопаді того ж року провів свою першу гру за головну команду «Роверз» у Чемпіоншипі. Протягом трьох сезонів був резервним голкіпером команди, а основним став лише в сезоні 2017/18, який вона проводила у третьому англійському дивізіоні. Допоміг команді відразу ж повернутися до другого дивізіону, де також був гравцем основного складу.
Влітку 2019 року перейшов до іншої друголігової команди, «Брентфорда», де відразу отримав статус основного голкіпера, а за два роки посприяв підвищенню лондонської команди до елітної Прем'єр-ліги.
Влітку 2023 року перейшов на правах оренди до лондонського «Арсеналу», де відразу став основним голкіпером команди.

## Виступи за збірну
Навесні 2022 року дебютував в офіційних матчах у складі національної збірної Іспанії.
Восени того ж року був включений до заявки національної команди на тогорічний чемпіонат світу як один з резервістів Унаї Сімона.
| Дата      | Місто                | Господарі | Результат | Гості   | Турнір           | Голи | Примітки |
| --------- | -------------------- | --------- | --------- | ------- | ---------------- | ---- | -------- |
| 26-3-2022 | Курналя-да-Льобрегат | Іспанія   | 2 – 1     | Албанія | товариський матч | -1   |          |
| Усього    |                      | Матчів    | 1         |         | Голів            | ?    |          |

## Досягнення
Збірна Іспанії
- Переможець Ліги націй УЄФА: 2022-23
- Чемпіон Європи: 2024[2]